# Orthosia guilleminiana
Orthosia guilleminiana là một loài thực vật có hoa trong họ La bố ma. Loài này được (Decne.) Liede & Meve mô tả khoa học đầu tiên năm 2008.